# Ulica Solec w Warszawie

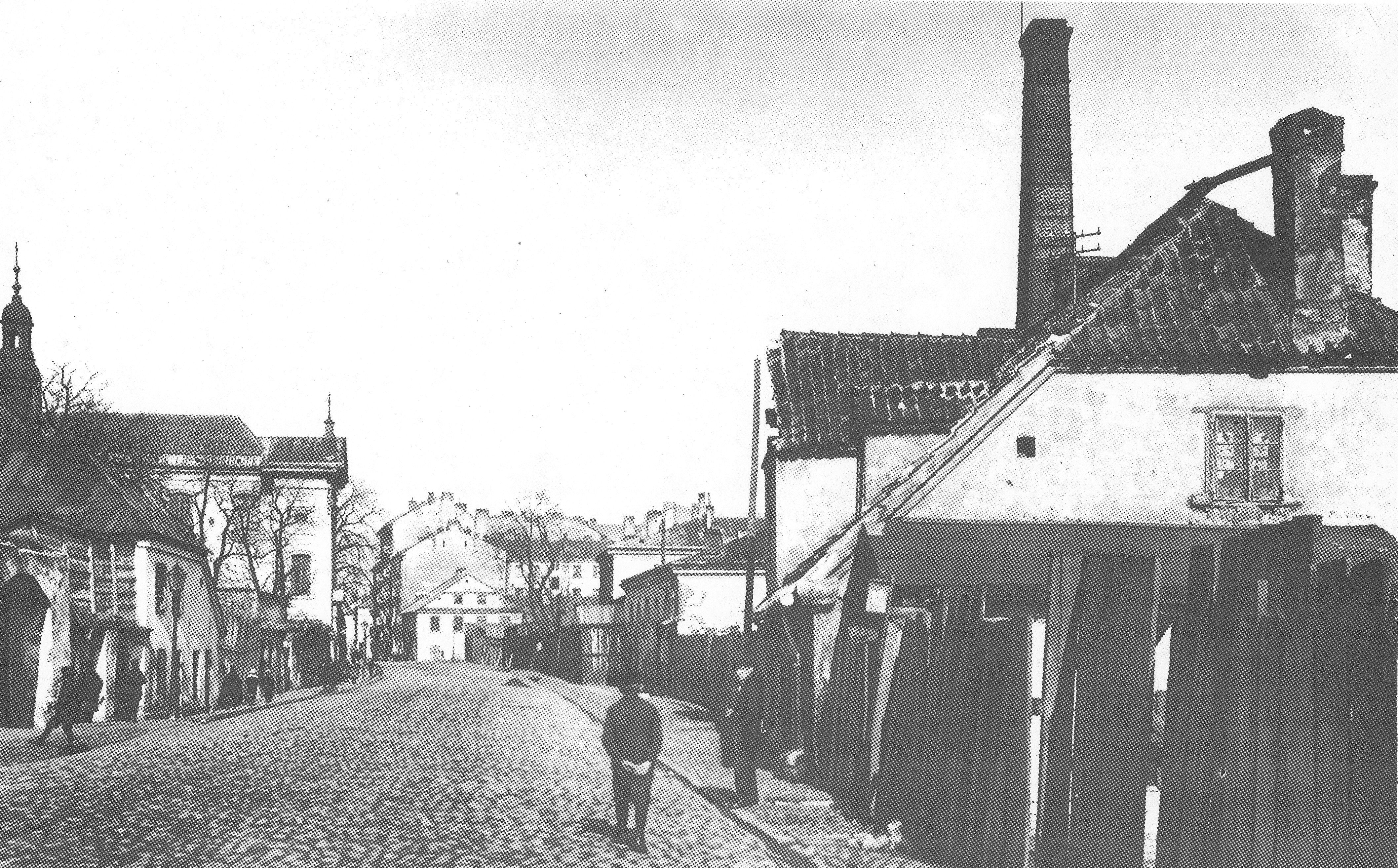
Ulica Solec przed I wojną światową, po lewej widoczny kościół Świętej Trójcy

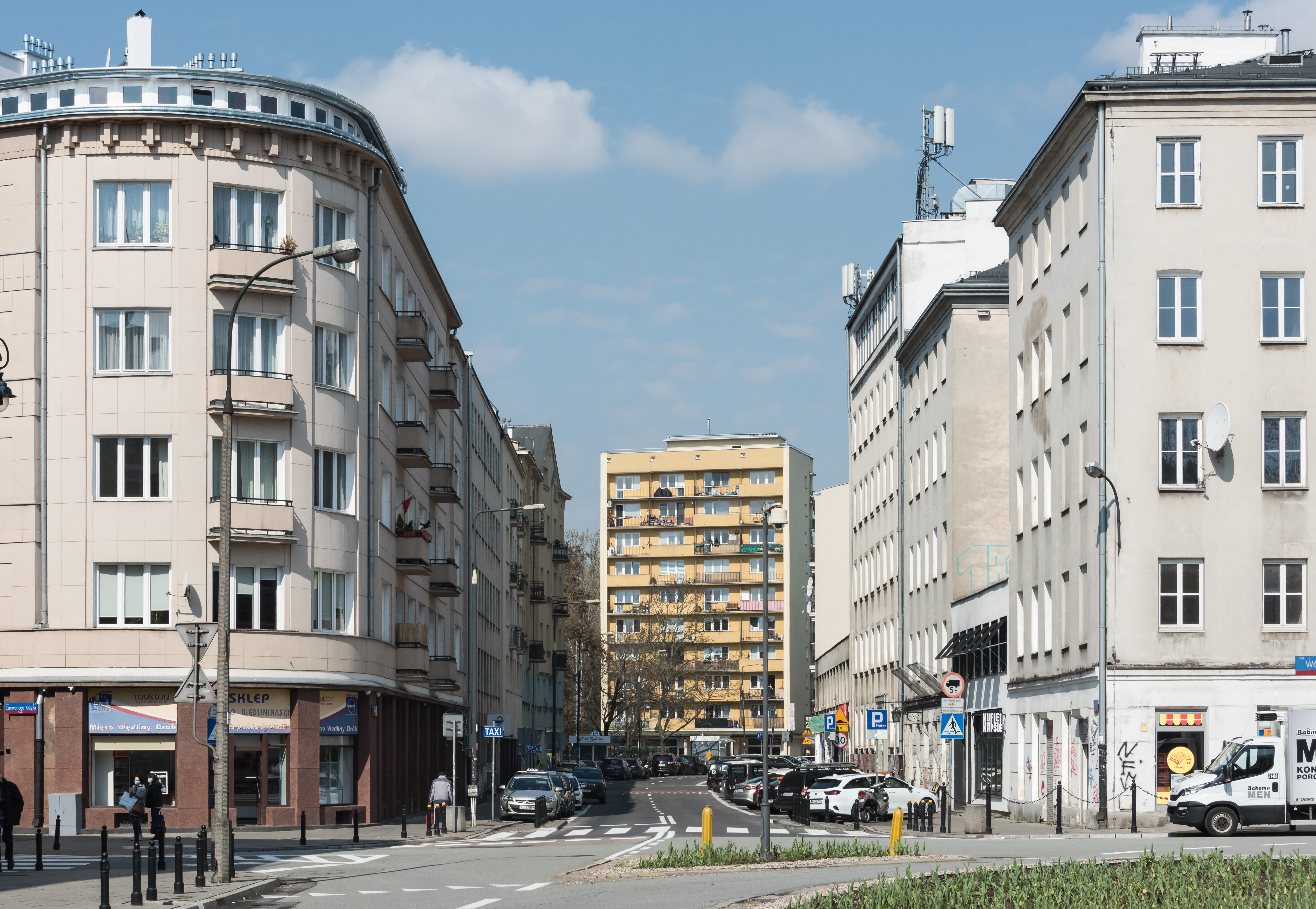
Ulica przy ulicy Czerwonego Krzyża i placem Zofii Wóycickiej

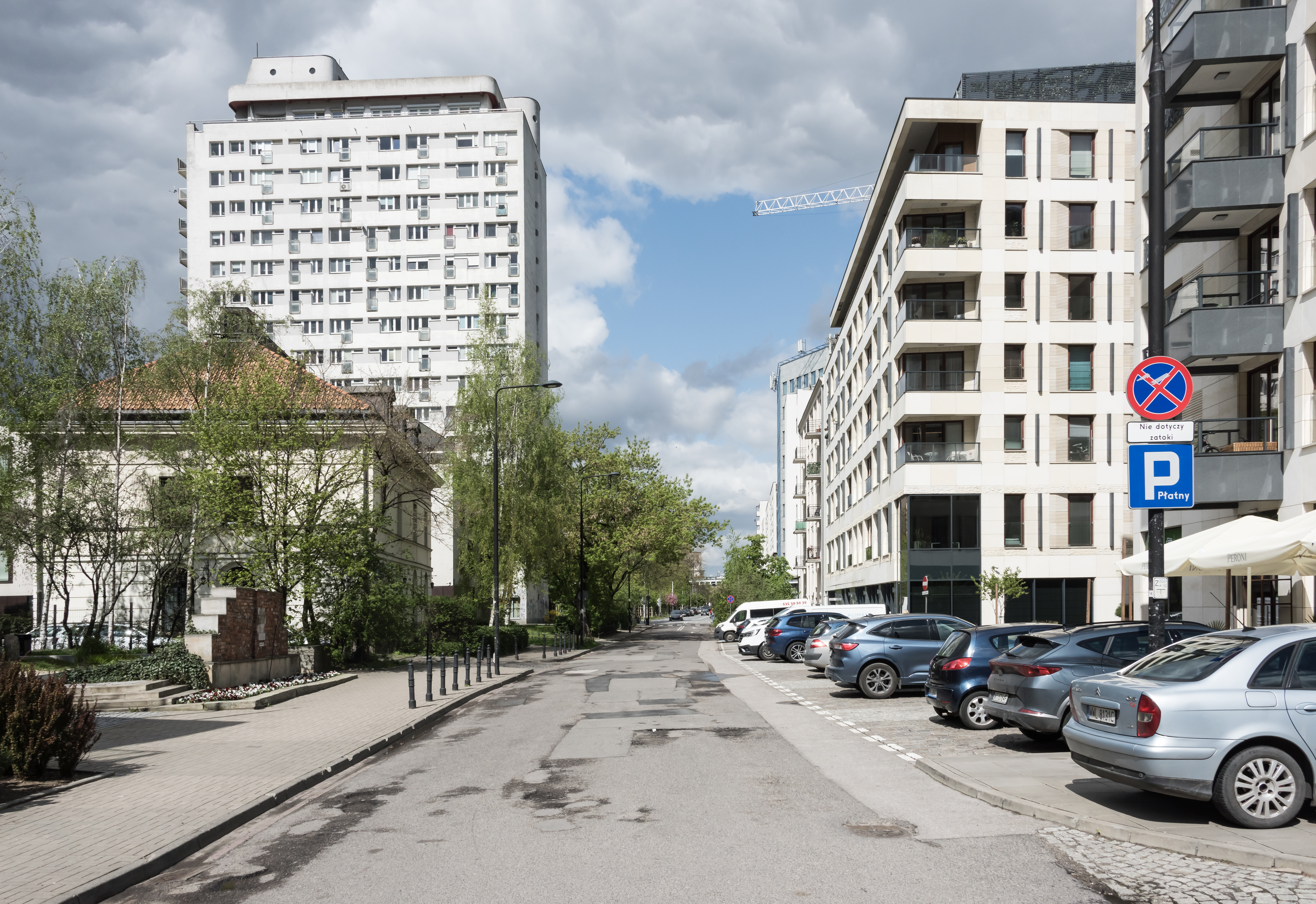
Ulica między rynkiem Soleckim i ulicą Ludną

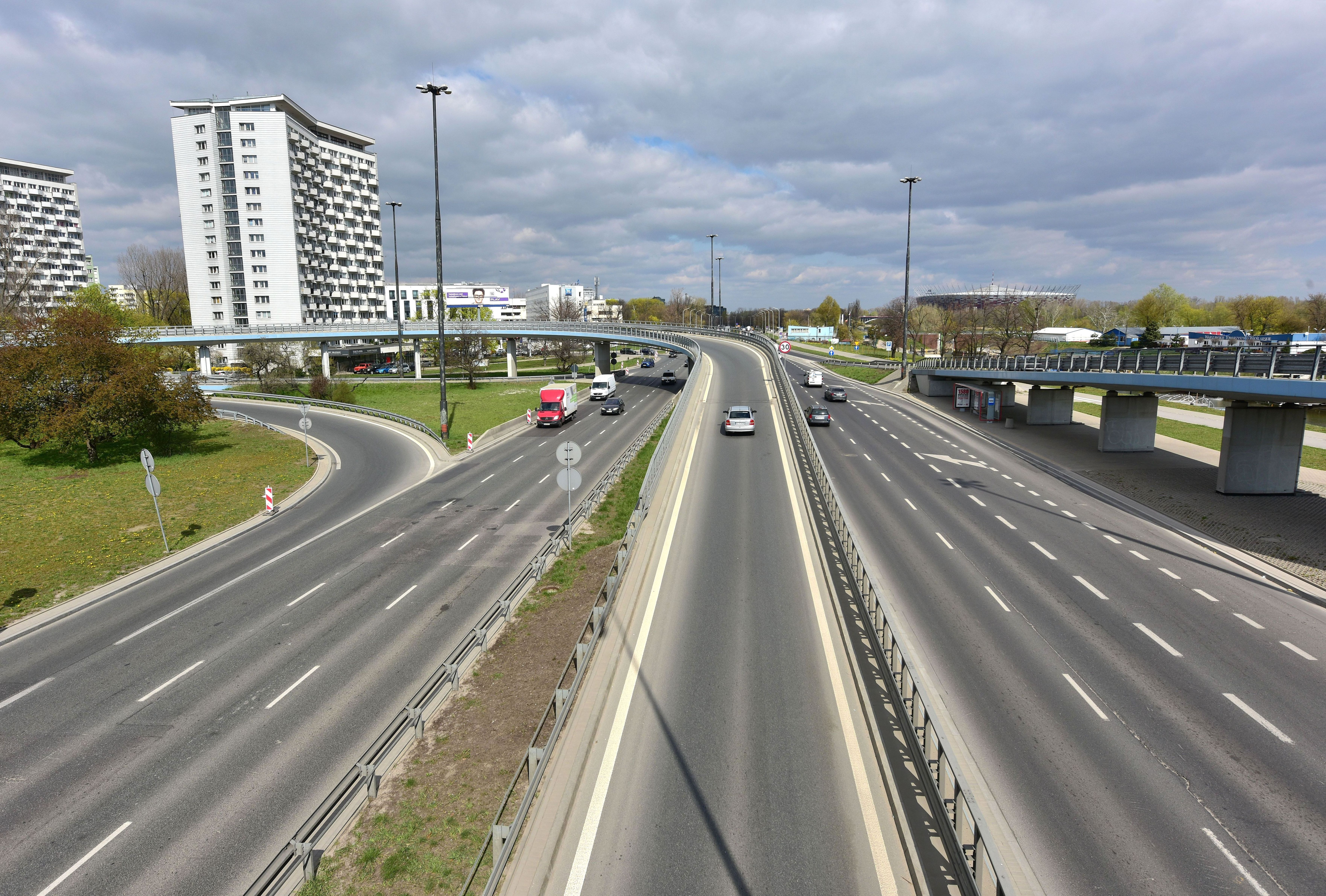
Południowa część ulicy, fragment Wisłostrady

Ulica Solec – ulica na warszawskim Powiślu.
Ulica składa się z dwóch odcinków. Jeden z nich jest częścią Wisłostrady i biegnie od skrzyżowania z ul. Łazienkowską do ul. Wilanowskiej. Drugi zaczyna się na rynku Soleckim, przecina ulicę Ludną, al. 3 Maja i ulicę Czerwonego Krzyża, kończąc bieg przy ulicy Tamka.

## Pochodzenie nazwy
W tym miejscu istniała wieś Solec, znana z handlu solą. Już w XII w., a może nawet w XI w. istniała tu przystań i komora.
Domy wsi Solec znajdowały się wzdłuż drogi łączącej przystań z wąwozem Tamki prowadzącym do starej Warszawy. Nazwa ulicy powiela nazwę wsi.

## Historia
Wieś Solec w XIII–XV wieku zmieniała swe położenie w związku ze zmianami położenia koryta Wisły. Była często nawiedzana przez powodzie, np. w 1493, gdy została całkowicie zniszczona. 
Po zniszczeniach w wyniku wojny polsko-szwedzkiej, w 1656 na Solcu pozostały jedynie 24 domy. Obok domów znajdowały się tu magazyny, składy solne. W latach 1688–1722 wybudowano tu mały kościół i klasztor trynitarzy. Obecnie jest to kościół Świętej Trójcy. 
Pod koniec lat 20. nad ulicą zbudowano wiadukt kolei średnicowej zaprojektowany przez Pawła Wędziagolskiego.
6 kwietnia 1944 Niemcy otoczyli kamienicę nr 103, w którym mieściła się tajna Wytwórnia Materiałów Wybuchowych „Kinga”  Wydziału Saperów Komendy Głównej AK. Po zniszczeniu dokumentacji część załogi wytwórni popełniła samobójstwo, a czworo Polaków zostało aresztowanych. W latach 50. na ślepej ścianie kamienicy umieszczono tablicę upamiętniającą to wydarzenie, która po rozbiórce budynku (1974) została ustawiona jako wolno stojąca przy chodniku.
W czasie powstania warszawskiego we wrześniu 1944 ulica była świadkiem ciężkich walk oddziałów powstańczych oraz żołnierzy 1 Armii Wojska Polskiego walczących na przyczółku czerniakowskim. Nieistniejące budynki przy Solcu 53 i ul. Wilanowskiej 1 były dwoma ostatnimi budynkami bronionymi przez oddziały polskie w tej dzielnicy. W budynku przy ulicy Solec 41  mieścił się polowy szpital powstańczy, który mimo obecności w nim rannych został podpalony przez Niemców.
W 1946 pod wiaduktem mostu Poniatowskiego oddano do użytku prowizoryczną zajezdnię tramwajową „Solec”. Została ona zlikwidowana w 1961 w związku w usunięciem torów tramwajowych znajdujących się na ulicy.

## Ważniejsze obiekty
- Port Czerniakowski
- Budynek dawnego Klubu Sportowego Pracowników Miejskich „Syrena”, obecnie siedziba bosmanatu Portu Czerniakowskiego (nr 8)
- Hotele Ibis Budget i Ibis Styles Warszawa Centrum  (ul. Zagórna 1 i 1a)
- Pałac Symonowiczów (obecnie przedszkole nr 122, nr 37)
- Płyta Desantu Czerniakowskiego
- Park Marszałka Edwarda Rydza-Śmigłego
- Pomnik Chwała Saperom
- Kościół św. Trójcy
- Polskie Przedsiębiorstwo Wydawnictw Kartograficznych im. Eugeniusza Romera (nr 18/20)
- Dawna rzeźnia miejska, obecnie Muzeum Azji i Pacyfiku (nr 24)
- Posąg św. Kingi (róg ul. Ludnej)[10]
- Dom Pomocy Społecznej im. Świętego Franciszka Salezego (nr 36a)
- Tablica Tchorka umieszczona na zachowanym fragmencie muru[11] upamiętniająca publiczną egzekucję kilkudziesięciu więźniów Pawiaka w listopadzie 1943 (nr 63)
- Szpital na Solcu (dawny Szpital Śródmiejski, nr 93)
- Kamienica, nr 103, w oficynie były biura Polskich Pracowni Konserwacji Zabytków
- Tablica upamiętniająca ofiary likwidacji Wytwórni Materiałów Wybuchowych „Kinga” (między nr 103 a 109).

## Inne informacje
- W 1929 przy ulicy Solec 8 (u wylotu ulicy Zagórnej), na terenie Klubu Sportowego Pracowników Miejskich „Syrena”, ustawiono staromiejski pomnik Syreny[12].
- Do kwietnia 2010 pod numerem 63b działał sklep spożywczy, w którym w filmie Stanisława Barei Co mi zrobisz, jak mnie złapiesz wywieszano na tablicy fotografie nieobsługiwanych przez sklep klientów[13]. Budynek sklepu został zburzony[14].